# 楊光瓚
楊光瓚（1880年—1940年），字湘丞，回民，四川省敘州府隆昌縣人，光緒三十年進士。

## 生平
- 由隆昌縣學生中式光緒二十九年癸卯恩科本省鄉試第五名舉人。
- 光緒三十年（1904年），中式甲辰恩科會試第108名貢士[1]。
- 殿試三甲四十八名進士，覆試二等三十三名，朝考二等九十一名[2]。
- 以進士分發安徽即用知縣，久在撫藩衙門辦理文案，丁憂回藉，隨值民國成立。
- 民國成立後，任四川省行政公署總務處秘書[3]。
- 民國時期定居成都。被劉文輝聘為二十四軍秘書長。並任中國回教俱進會四川支部副會長，辦《清真導報》。